# Indigofera parviflora
Indigofera parviflora là một loài thực vật có hoa trong họ Đậu. Loài này được F. Heyne ex Hook. & Arn. miêu tả khoa học đầu tiên năm 1834.